# Fossavatn Ski Marathon
Fossavatn Ski Marathon  är ett långlopp på längdskidor i Island. Det avgjordes första gången 1935 och ingår i Worldloppet sedan 2014.

### Fotnoter
1. ↑  ”Fossavatn Ski Marathon” (på engelska). Worldloppet. http://www.worldloppet.com/fossavatn-ski-marathon.php. Läst 4 mars 2015.